# Christophe Israël
Christophe Israël, né le 1er juin 1976, est un journaliste, enseignant français. Depuis 2007, il conduit une carrière journalistique dans les médias, particulièrement sur les chantiers de transformation numérique.

## Biographie

### Enfance et formation
Né à Mont-Saint-Aignan (Seine-Maritime) le 1er juin 1976, Christophe Israël fait sa scolarité au collège Jean de la Varende, puis au lycée Pierre Corneille de Rouen. Après une Hypokhâgne et une Khâgne au lycée Jeanne d’Arc, il rejoint l’université de Rouen pour suivre un double cursus Histoire et Géographie.[réf. nécessaire]
Il soutient en 1999 un Master 2 d’histoire contemporaine sous la direction de Jean-Claude Vimont, consacré aux jeunes détenus de la prison Bonne-Nouvelle au XIXe siècle : Le quartier correctionnel de Rouen (1868-1895).[source secondaire nécessaire] Il détaille les principes d'éducation en vigueur dans cet établissement dans la revue Trames.

### Vie professionnelle

#### Enseignement
Titulaire du Capes d’histoire-géographie et de la certification complémentaire ‘Discipline Non Linguistique”, Christophe Israël commence sa carrière professionnelle en 2002 en tant que professeur d’histoire-géographie en section européenne Espagnol dans au lycée Fragonard à l'Isle-Adam. Jury de bac pour l'option, il devient formateur à la certification complémentaire DNL à l'IUFM de Versailles.[réf. nécessaire]

##### Journalisme
À partir de 2007, il collabore en tant que rédacteur web polyvalent spécialisé en culture et international pour l’agence Newsweb et les sites du JDD et de Paris Match.[réf. nécessaire]

###### Europe 1 (2009-2013)
Il rejoint Europe 1 en juin 2009 dans le cadre de la mise en place du Pôle News de Lagardère Active, en tant que chef d'édition du site internet de la radio.
A ce titre, il assure le pilotage éditorial et le management d’une équipe dédiée à Europe1.fr, chargé des contenus de l'antenne (Europe 1 Live, VOD, réécoute, podcasts), des opérations spéciales, des événements et des partenariats.
Parallèlement, de 2010 à 2012, il co-anime avec Etienne Guffroy la chronique “100%.fr” dans l'émission “100% Europe1”, le dimanche entre 15h et 16h. À partir de 2012, il présente la chronique  “On connaît l'e-musique” dans l'émission “On connaît la musique - Le mag” présentée par Thierry Lecamp.

##### France Inter (2013-2017)
En 2013, il rejoint Radio France pour diriger le département numérique de France Inter, sous la responsabilité hiérarchique de Philippe Val puis de Laurence Bloch.
A ce titre, il pilote notamment le développement de la vidéo (ou “radio visuelle”), la stratégie de réécoute et des podcasts, et la refonte des interfaces numériques (site, applications, réseaux sociaux..) de la chaîne.
Le 1er septembre 2014, la matinale de France Inter (“le 7-9”) est diffusée pour la première fois en streaming vidéo sur Dailymotion. Progressivement, les tranches horaires et de programmes diffusées en vidéo, en direct ou en différé, se sont étendues.
Il encadre la refonte des supports numériques de la station. Le nouveau site de France Inter est mis en ligne en juin 2016.
Il participe également au programme Interclass’ mis en place par France Inter à la suite des attentats de Paris en 2015.
En 2017, il reçoit pour France Inter le Grand Prix CB News des Médias du "Meilleur contenu audio/vidéo" pour sa stratégie de distribution omnicanale des contenus humoristiques, tant en vidéo avec la diffusion en direct et la viralisation multiplateformes (YouTube, Dailymotion, Facebook…) qu'en audio (replay et podcasts).

##### Libération (2017-2021)
En septembre 2017, il est nommé directeur adjoint de la rédaction de Libération, chargé de la transformation numérique.
En février 2019, il est l’invité de Sonia Devillers dans “L’instant M” pour expliquer les suites de la publication dans Libération d’un article de CheckNews relatif à l'affaire de la “Ligue du LOL”.   
En novembre 2020, il participe à la table ronde “Podcasts d’info, comment raconter l’information” lors du festival Médias en Seine.

##### Tamedia (depuis 2021)
En mai 2021, il rejoint le groupe Tamedia comme Rédacteur en chef numérique et développement pour les titres payants en Suisse romande (24 heures, Tribune de Genève, Le Matin dimanche, Femina et Bilan). Chargé de la stratégie numérique de Tamedia en Suisse romande, il participe à ce titre aux réunions d’éditeurs telles que Wan Ifra, INMA ou OPA Europe.

## Publications
- "Le quartier correctionnel de Rouen (1868-1895)"[19]
- « Dans le quartier correctionnel des jeunes détenus de Rouen, l'enseignement primaire et professionnel (1868-1895) »[2]
- Europe 1[4]
- France Inter[20]
- Libération[21]